# Clitoromegalia
Clitoromegalia é um aumento atípico do clitóris (não deve ser confundido com o aumento do clitóris observado durante o estímulo sexual).
Embora a clitoromegalia denote apenas um clitóris maior que o típico, é geralmente visto como um problema congênito do desenvolvimento do genital.
Em Atlas of Human Sex Anatomy (sem tradução em português, 1949) por Dr. Robert Latou Dickinson, o clitóris típico tem em média 3 a 4 mm de largura e 4 a 5 mm de comprimento. Na bibliografia Obstetrícia e Ginecológica, a definição usual de clitoromegalia é quando o clitóris tem mais de 35 mm², isto é, quase o dobro do tamanho médio.

## Apresentação
Nos casos mais pronunciados, clitoromegalia é um sintoma de intersexuação, uma vez que um grande clitóris lembra um pênis. Os diferentes níveis de ambiguidade genital são geralmente medidos pela classificação de Andrea Prader que vão, em ordem ascendente de masculinização, de 1: Genitália feminina com clitoromegalia até 5: Pseudo-pênis aparentando ser uma genitália externa masculina normal.

## Causas
Cliteromegalia é uma condição rara e pode tanto ser de nascença quanto adquirida durante a vida. Se apresentada durante a vida, Hiperplasia adrenal congênita pode ser uma das causas, já que nesta condição a glândula adrenal do feto feminino produz andrógenos em excesso e o recém-nascido apresenta genitália ambígua.  Em mulheres grávidas que fazem uso de noretindrona durante a gravidez ocorre a masculinização do feto, resultando em hipertrofia do clitóris; embora isso seja raramente visto atualmente, devido ao uso de progestógenos mais confiáveis. Pode ser também causada pela doença congênita autossômica recessiva conhecida como Síndrome de Fraser.
Na clitoromegalia adquirida, a principal causa é devido ao desequilíbrio de hormônios endócrinos que afeta mulheres adultas, incluindo a síndrome de ovários policísticos e a hipertecose. Clitoromegalia adquirida também pode ser causada por patologias afetando os ovários e outras glândulas endócrinas. Essas patologias incluem arrhenoblastoma e neurofibromatoses (também conhecidas como Doença de Von Recklinghausen). Também pode ser causada por cistos no clitóris. Além disso, às vezes não há uma razão óbvia ou hormonal.
O aumento deliberado induzido do clitóris como uma forma de modificação corporal feminina é alcançado através de inúmeros usos de esteróides anabólicos, incluindo testosterona, e também pode ser chamado de clitoromegalia. Isso é feito em homens transgênero após o período de tratamento hormonal. Homens trans, em geral, consideram o aumento do clitóris algo desejável e esperada parte do tratamento médico para a transição. Esse aumento pode ser complementado cirurgicamente, a exemplo da metoidioplastia.
Mulheres fisiculturistas que usam andrógenos podem também experimentar o engrandecimento do clitóris e aumento na libido. Mulheres que fazem uso de testosterona por motivos médicos (tratamento de baixa libido, prevenção da osteoporose, como parte de um regime antidepressivo, etc.) experimentam um aumento do clitóris, embora garantidamente esse aumento seja muito mais sutil.